# ジェイミー・アンダーソン
ジェイミー・アンダーソン（Jamie Anderson、1990年9月13日 - ）は、アメリカ合衆国カリフォルニア州サウスレイクタホ出身の女性スノーボード（スロープスタイル）選手。

## 来歴
8人兄弟の5番目。
2000年の9歳の時におさがりでもらったスノーボードで競技を始め、ハイカスケードスノーボードキャンプでトレーニングに励んだ。
2006年、15歳で挑んだエックスゲームズで3位に入り当時の最年少メダリストとなる（後にクロエ・キムが14歳でメダルを獲得）。
2014年ソチオリンピックのスノーボード競技女子スロープスタイル金メダル獲得。
2015-16年シーズンは4年に1度、世界スノーボード連盟とTTRワールドスノーボードツアーの主催の世界選手権（中国ヤブリ）のビッグエアとスロープスタイルの種目で優勝。
2016年、ESPY賞を受賞。

## 主な戦績
2006-07
エックスゲームズ - スロープスタイル 3位
USオープン - スロープスタイル 3位
2007-08
エックスゲームズ - スロープスタイル 1位
USオープン - スロープスタイル 2位
2008-09
ニュージーランドオープン - スロープスタイル 1位
ニュージーランドオープン - ハーフパイプ 1位
オーストラリアオープン - スロープスタイル 1位
オーストラリアオープン - ハーフパイプ 3位
2009-10
ニュージーランドオープン - スロープスタイル 1位
エックスゲームズ - スロープスタイル 2位
USオープン - スロープスタイル 3位
2010-11
ニュージーランドオープン - スロープスタイル 1位
エックスゲームズ - スロープスタイル 3位
USオープン - スロープスタイル 1位
エックスゲームズ ヨーロッパ - スロープスタイル 1位
2011-12
ニュージーランドオープン - スロープスタイル 1位
エックスゲームズ - スロープスタイル 1位
世界選手権 - スロープスタイル 2位
USオープン - スロープスタイル 1位
エックスゲームズ ヨーロッパ - スロープスタイル 1位
2012-13
エックスゲームズ アスペン - スロープスタイル 1位
USオープン - スロープスタイル 2位
エックスゲームズ ティニュ - スロープスタイル 2位
2013-14
エックスゲームズ - スロープスタイル 2位
ソチオリンピック - スロープスタイル 1位
USオープン - スロープスタイル 1位
2014-15
エックスゲームズ - スロープスタイル 2位
USオープン - スロープスタイル 1位
2015-16
エックスゲームズ - スロープスタイル 2位
USオープン - スロープスタイル 1位
2017-18
平昌オリンピック - スロープスタイル 1位
平昌オリンピック - ビッグエアー 2位